# David Carmo
David Mota Veiga Teixeira Carmo (Aveiro, 19 juli 2000) is een Portugees voetballer die bij voorkeur als centrale verdediger speelt. Hij speelt bij SC Braga.

## Clubcarrière
Op 17 januari 2020 debuteerde Carmo voor SC Braga in de Primeira Liga. In zijn eerste seizoen speelde hij achttien competitieduels. Op 12 november 2020 ondertekende hij een contractverlenging tot 2025.